# Henning Grenander
Henning Grenander (Skövde, 4 agosto 1873 – Torquay, 11 marzo 1958) è stato un pattinatore artistico su ghiaccio svedese.

## Palmarès
| Evento              | 1893 | 1898 |
| ------------------- | ---- | ---- |
| Campionati mondiali |      | 1°   |
| Campionati europei  | 2°   |      |